# Agrostis cypricola
Agrostis cypricola é uma espécie de gramínea do gênero Agrostis, pertencente à família Poaceae.